# Adrián Chovan
Adrián Chovan (sinh 8 tháng 10 năm 1995) là một cầu thủ bóng đá Slovakia thi đấu cho Trenčín ở vị trí thủ môn.

## Sự nghiệp câu lạc bộ

### FK AS Trenčín
Chovan ra mắt chuyên nghiệp cho AS Trenčín trước MŠK Žilina ngày 13 tháng 5 năm 2016.